# La porta dei sogni (film 1963)
La porta dei sogni (Toys in the Attic) è un film del 1963 diretto da George Roy Hill. La sceneggiatura si basa su Toys in the Attic, un lavoro teatrale di Lillian Hellman andato in scena all'Hudson Theatre di Broadway. Prodotto da Kermit Bloomgarden, la commedia in tre atti ambientata a New Orleans, era interpretata da Jason Robards Jr., Maureen Stapleton, Anne Revere e restò in cartellone dal 25 febbraio 1960 all'8 aprile 1961 per un totole di 456 recite.

## Trama
Julian, non essendo riuscito a fare fortuna a Chicago, decide di tornare con la giovane moglie Lilly nella sua casa natale a New Orleans, dove vivono le sue due zitelle sorelle maggiori. Dopo poco tempo riprende a frequentare una ex amante, con la quale organizza una truffa ai danni del marito di questa. Intanto per Lilly la vita non è facile, anche perché vessata dalla cognata Carrie, che ha un legame morboso con il fratello. Improvvisamente Julian diventa ricco e colma di regali le sorelle. Il denaro gli deriva da una speculazione edilizia. Lilly, temendo di perderlo, contatta una banda di gangster affinché si riprendano i soldi.

## Produzione
Il film fu prodotto dalla Meadway-Claude Productions Company e dalla Mirisch Corporation.

## Distribuzione
Il copyright del film, richiesto dalla Mirisch Co., fu registrato il 17 giugno 1963 con il numero LP25502.
Distribuito dall'United Artists, il film uscì nelle sale cinematografiche USA il 31 luglio 1963 dopo essere stato presentato in prima il 17 luglio a New Orleans, città natale di Lillian Helman dov'è ambientata la storia. Il 29 ottobre dello stesso anno, fu distribuito in Danimarca con il titolo Skjult begær. Nel 1964, uscì anche in Argentina (31 gennaio, come Pasiones en conflicto), Messico (30 aprile), Finlandia (8 maggio, come Rikotut leikit), Svezia (10 agosto).

### Edizione italiana
Nell’edizione in lingua italiana il personaggio interpretato da Geraldine Page è chiamato Carla. 